# آبگیر ساسانی بندو
آبگیر ساسانی بندو مربوط به دوره ساسانی است و در شهرستان کنگان،بخش عسلویه، دهستان نای‌بند، روستای بندو واقع شده. این اثر در تاریخ ۸ بهمن ۱۳۸۵ با شمارهٔ ثبت ۱۷۱۱۶ به عنوان یکی از آثار ملی ایران به ثبت رسیده است.